# Bo’az Toporowski
Bo’az Toporowski (hebr.: בועז טופורובסקי, ang.: Boaz Toporovsky, ur. 17 lipca 1980 w Riszon le-Cijjon) – izraelski polityk, w latach 2013–2015 oraz od 2019 poseł do Knesetu
W wyborach parlamentarnych w 2013 po raz pierwszy dostał się do izraelskiego parlamentu z listy Jest Przyszłość. W 2015 utracił miejsce w parlamencie, do którego powrócił po wyborach w kwietniu 2019 z koalicyjnej listy Niebiesko-Biali.